# Wikipédia en zoulou
Wikipédia en zoulou (en zoulou : Wikipedia yesiZulu) est l'édition de Wikipédia en zoulou, langue bantoue parlée principalement en Afrique du Sud. L'édition est lancée officiellement en novembre 2003 et dans les faits en octobre 2004. Son code est : zu.
Au 21 mars 2025, l'édition en zoulou contient 11 611 articles et compte 22 927 contributeurs, dont 44 contributeurs actifs et 1 administrateur.

## Présentation

Aire de diffusion du zoulou.

## Statistiques
- En 2007, l'édition en zoulou atteint 100 articles et est alors la troisième version de Wikipédia parmi les langues africaines non coloniales, après celles en swahili et en afrikaans[3].
- Le 13 mars 2015, elle compte 703 articles et 7 296 utilisateurs enregistrés[4], ce qui en fait la 240e[5] édition linguistique de Wikipédia par le nombre d'articles et la 183e[6] par le nombre d'utilisateurs enregistrés, parmi les 287 éditions linguistiques actives.
- Le 7 novembre 2022, elle contient 10 631 articles et compte 18 054 contributeurs, dont 35 contributeurs actifs et 1 administrateur.
- Le 25 septembre 2024, elle contient 11 529 articles et compte 22 070 contributeurs, dont 105 contributeurs actifs et 1 administrateur.